# Estación Corzuela
Corzuela es una estación de ferrocarril que pertenece al Ramal C3 del Ferrocarril Belgrano y se ubica en la localidad de Corzuela, en la Provincia del Chaco, Argentina.

## Servicios
Los servicios están a cargo de la empresa estatal Trenes Argentinos Operaciones.
Presta un servicio ida y vuelta cada día hábil entre cabeceras.
Las vías por donde corre el servicio, corresponden al Ramal C3 del Ferrocarril General Belgrano, por allí transitan además, trenes de cargas de la empresa estatal Trenes Argentinos Cargas.